# Mycale euplectelloides
Mycale euplectelloides är en svampdjursart som först beskrevs av R.W. Harold Row 1911.  Mycale euplectelloides ingår i släktet Mycale och familjen Mycalidae.
Artens utbredningsområde är Sudan. Utöver nominatformen finns också underarten M. e. regularis.